# Aunay-sur-Odon
Aunay-sur-Odon és un municipi francès situat al departament de Calvados i a la regió de Normandia. L'any 2007 tenia 2.944 habitants.

## Demografia

### Població
El 2007 la població de fet d'Aunay-sur-Odon era de 2.944 persones. Hi havia 1.236 famílies de les quals 432 eren unipersonals (188 homes vivint sols i 244 dones vivint soles), 316 parelles sense fills, 364 parelles amb fills i 124 famílies monoparentals amb fills.
La població ha evolucionat segons el següent gràfic:
Habitants censats

### Habitatges
El 2007 hi havia 1.342 habitatges, 1.235 eren l'habitatge principal de la família, 25 eren segones residències i 83 estaven desocupats. 806 eren cases i 524 eren apartaments. Dels 1.235 habitatges principals, 521 estaven ocupats pels seus propietaris, 583 estaven llogats i ocupats pels llogaters i 131 estaven cedits a títol gratuït; 22 tenien una cambra, 107 en tenien dues, 292 en tenien tres, 367 en tenien quatre i 447 en tenien cinc o més. 698 habitatges disposaven pel capbaix d'una plaça de pàrquing. A 626 habitatges hi havia un automòbil i a 409 n'hi havia dos o més.

### Piràmide de població
La piràmide de població per edats i sexe el 2009 era:
| Homes | Edats   | Dones |
| ----- | ------- | ----- |
| 0     | 95 o +  | 24    |
| 4     | 90 a 94 | 20    |
| 12    | 85 a 89 | 36    |
| 20    | 80 a 84 | 28    |
| 64    | 75 a 79 | 56    |
| 56    | 70 a 74 | 80    |
| 56    | 65 a 69 | 84    |
| 52    | 60 a 64 | 68    |
| 48    | 55 a 59 | 68    |
| 80    | 50 a 54 | 80    |
| 100   | 45 a 49 | 64    |
| 64    | 40 a 44 | 76    |
| 108   | 35 a 39 | 108   |
| 140   | 30 a 34 | 136   |
| 160   | 25 a 29 | 128   |
| 96    | 20 a 24 | 108   |
| 72    | 15 a 19 | 64    |
| 48    | 10 a 14 | 124   |
| 80    | 5 a 9   | 100   |
| 100   | 0 a 4   | 108   |

## Economia
El 2007 la població en edat de treballar era de 1.839 persones, 1.358 eren actives i 481 eren inactives. De les 1.358 persones actives 1.235 estaven ocupades (696 homes i 539 dones) i 123 estaven aturades (45 homes i 78 dones). De les 481 persones inactives 163 estaven jubilades, 157 estaven estudiant i 161 estaven classificades com a «altres inactius».

### Ingressos
El 2009 a Aunay-sur-Odon hi havia 1.230 unitats fiscals que integraven 2.875,5 persones, la mediana anual d'ingressos fiscals per persona era de 16.060 €.

### Activitats econòmiques
Dels 140 establiments que hi havia el 2007, 6 eren d'empreses alimentàries, 1 d'una empresa de fabricació de material elèctric, 2 d'empreses de fabricació d'elements pel transport, 10 d'empreses de fabricació d'altres productes industrials, 8 d'empreses de construcció, 41 d'empreses de comerç i reparació d'automòbils, 6 d'empreses de transport, 8 d'empreses d'hostatgeria i restauració, 1 d'una empresa d'informació i comunicació, 10 d'empreses financeres, 7 d'empreses immobiliàries, 9 d'empreses de serveis, 17 d'entitats de l'administració pública i 14 d'empreses classificades com a «altres activitats de serveis».
Dels 40 establiments de servei als particulars que hi havia el 2009, 1 era una oficina d'administració d'Hisenda pública, 1 gendarmeria, 1 oficina de correu, 5 oficines bancàries, 2 funeràries, 9 tallers de reparació d'automòbils i de material agrícola, 1 taller d'inspecció tècnica de vehicles, 1 autoescola, 1 guixaire pintor, 4 lampisteries, 1 electricista, 1 empresa de construcció, 5 perruqueries, 3 restaurants, 2 agències immobiliàries, 1 tintoreria i 1 saló de bellesa.
Dels 28 establiments comercials que hi havia el 2009, 2 eren supermercats, 3 grans superfícies de material de bricolatge, 2 botiges de menys de 120 m², 4 fleques, 5 carnisseries, 1 una peixateria, 3 botigues de roba, 2 sabateries, 2 botigues d'electrodomèstics, 1 una perfumeria i 3 floristeries.
L'any 2000 a Aunay-sur-Odon hi havia 23 explotacions agrícoles que ocupaven un total de 845 hectàrees.

## Equipaments sanitaris i escolars
El 2009 hi havia 1 hospital de tractaments de curta durada, 1 hospital de tractaments de mitja durada (seguiment i rehabilitació), 1 psiquiàtric, 2 farmàcies i 1 ambulància.
El 2009 hi havia 1 escola maternal i 1 escola elemental. Aunay-sur-Odon disposava d'un col·legi d'educació secundària amb 323 alumnes.

## Poblacions més properes
El següent diagrama mostra les poblacions més properes.